# Mecopisthes peusi
Mecopisthes peusi là một loài nhện trong họ Linyphiidae.
Loài này thuộc chi Mecopisthes. Mecopisthes peusi được Jörg Wunderlich miêu tả năm 1972.